# Murina gracilis
Murina gracilis — вид ссавців родини лиликових. 

## Опис
Невеликих розмірів, з довжиною передпліччя між 28,4 і 30,7 мм.
Шерсть довга і простягається на лікті й коліна. Спинна частина темно-коричневого кольору з основою волосся чорною і покрита довгими золотистим волоссям, а черевна частина в діапазоні від сірувато-білого до буро-сірої з основою волосся чорною. Морда вузька, видовжена, з ніздрями, що виступають. Очі дуже малі. Вуха широкі, добре розділені один від одного і з невеликим поглибленням вздовж задньої кромки. Козелка довгі й конічні. Крила прикріплені до задньої частини основи великого пальця клешні. Лапи маленькі і покриті волосками. Хвіст довгий.

## Проживання, поведінка
Цей вид відомий тільки на острові Тайвань. Він живе між 1450 і 2565 метрів над рівнем моря.
Харчується комахами.